# Nazionale femminile di pallacanestro dell'Armenia
La nazionale di pallacanestro femminile dell'Armenia, selezione composta dalle migliori giocatrici di pallacanestro di nazionalità armena, rappresenta l'Armenia nelle competizioni internazionali femminili di pallacanestro gestite dalla FIBA. È sotto il controllo della Federazione cestistica dell'Armenia.

## Storia
Fino al 1991, ha fatto parte della Nazionale Sovietica. 

Nel 1992 è diventata membro della FIBA, anche se la squadra nazionale non sarebbe entrata sulla scena internazionale fino al 1998, anno nel quale ha disputato la sua prima competizione continentale al Campionato europeo femminile FIBA dei piccoli stati.

## Piazzamenti
Europeo dei piccoli stati
- 1998: 7°
- 2004: 4°
- 2010:  2°

## Nazionali giovanili
- Selezioni giovanili della nazionale femminile di pallacanestro dell'Armenia